# مایا ووشچوفسکا
مایا ووشچوفسکا (لهستانی: Maja Martyna Włoszczowska؛ زادهٔ ۹ نوامبر ۱۹۸۳) دوچرخه‌سوار زن اهل لهستان است.
وی در مسابقات کشوری و بین‌المللی در مجموع برندهٔ ۳ مدال طلا، ۱۲ مدال نقره، ۴ مدال برنز شده‌است.